# Каданов, Даниил Моисеевич
Даниил Моисеевич Каданов (настоящая фамилия Коган; 1913—1979) — советский театральный актёр.

## Биография
Родился в 1913 году в семье педагогов. После смерти родителей он был вынужден искать работу, и к семнадцати годам успел поработать на стройке, на хлебобулочном заводе и на железной дороге. Друзья замечали за ним невероятный талант к пению и декламированию стихов. Он всегда с легкостью исполнял народные песни и мог наизусть рассказать монолог из пьес Шекспира. 

В 1935—1936 годах — актёр московского ТРАМа.

С 1937 года и во время Великой Отечественной войны актёр Театра Краснознамённого Балтийского флота. 

Служил в Московском Театре сатиры, где играл в спектаклях «Вас вызывает Таймыр», «Маленькие комедии большого дома», «Женихи», «Личная жизнь», «Ревизор».

В 1966 году стал первым «паном Директором» в знаменитом телевизионном «Кабачке „13 стульев“». В выпуске, посвящённом семилетию «Кабачка» (1973), сыграл миниатюру со Спартаком Мишулиным — другим «паном Директором».

Умер в 1979 году. Похоронен на 1-м участке Ваганьковского кладбища в Москве.

## Творчество

### Роли в театре
- Вас вызывает Таймыр — Ашот Мисьян
- Женихи — Заурбек, бригадир 1-й бригады
- Маленькие комедии большого дома — Славик
- Личная жизнь — Сергей Степанович Филимонов

### Роли в кино
- Год как жизнь (1965) — эпизод
- Когда море смеётся (1971, фильм-спектакль) — начальник таможни
- Офицер флота (1971, фильм-спектакль, постановка Театра им. Моссовета[1]) — Туляков
- Месяц длинных дней (1978, фильм-спектакль) — эпизод

### Телевидение
- Кабачок «13 стульев» — пан Директор (в первых сериях)

## Награды
- Медаль «За оборону Ленинграда» (1943)
- Орден Красной Звезды (1945)
- Медаль «За победу над Германией в Великой Отечественной войне 1941—1945 гг.» (1945)